# جاناتان روو
جاناتان روو (انگلیسی: Jonathan Rowe؛ زادهٔ ۳۰ آوریل ۲۰۰۳) بازیکن فوتبال است که در حال حاضر برای المپیک مارسی در پست هافبک بازی می‌کند.
وی همچنین در تیم ملی فوتبال زیر ۲۱ سال انگلستان بازی کرده است.

## دوران باشگاهی

### نوریچ سیتی
جاناتان روو، محصول آکادمی نوریچ سیتی، نخستین قرارداد حرفه‌ایش را در ۲۰ اکتبر ۲۰۲۱ با این باشگاه امضا کرد.
او پس از عملکرد درخشان در تیم زیر ۲۳ سال نوریچ، در دسامبر ۲۰۲۱ نامزد دریافت جایزهٔ بازیکن ماه لیگ برتر ۲ شد. جاناتان روو نخستین بازی حرفه‌ایش را در ۲۸ دسامبر ۲۰۲۱ برای نوریچ انجام داد و در دقیقهٔ ۶۸ به‌عنوان بازیکن تعویضی وارد میدان شد؛ این دیدار با شکست ۳–۰ مقابل کریستال پالاس همراه بود.
او در آغاز فصل ۲۰۲۳–۲۴ به ترکیب ثابت راه یافت و در پنج بازی نخست در تمام رقابت‌ها، پنج گل به ثمر رساند. این عملکرد قابل‌توجه موجب شد جایزهٔ بازیکن جوان ماه ای‌اف‌ال در اوت ۲۰۲۳ به او برسد.
در ژانویهٔ ۲۰۲۴، روو برای گلی که مقابل هال سیتی در ۱۱ ژانویه به ثمر رساند، جایزهٔ بهترین گل ماه چمپیونشیپ را از آن خود کرد.
روو در جوایز ای‌اف‌ال ۲۰۲۴، در کنار آرچی گری و جردن جیمز، در فهرست نهایی نامزدهای جایزهٔ بازیکن جوان فصل چمپیونشیپ قرار گرفت.

### مارسی
در ۲۳ اوت ۲۰۲۴، جاناتان روو با قراردادی قرضی یک‌ساله، همراه با بند خرید اجباری به ارزش ۱۵ میلیون یورو به‌همراه پاداش‌های اضافی، به باشگاه المپیک مارسی در لیگ ۱ پیوست. او در ۲۵ اوت، نخستین بازی خود را در تساوی ۲–۲ برابر رنس انجام داد، و نخستین گلش را در ۲۲ سپتامبر، در پیروزی ۳–۲ برابر لیون به ثمر رساند.

## دوران ملی
در اکتبر ۲۰۲۳، جاناتان روو برای نخستین بار به تیم ملی زیر ۲۱ سال انگلستان دعوت شد تا در دو دیدار انتخابی قهرمانی زیر ۲۱ سال اروپا ۲۰۲۵ مقابل صربستان و اوکراین حضور یابد. او در بازی نخست، در ۱۲ اکتبر، به‌عنوان بازیکن تعویضی به‌جای لیام دلاپ در دقیقهٔ ۶۹ وارد زمین شد، و نخستین گلش را برای این تیم نیز در همان بازی به ثمر رساند و در پیروزی ۹–۱ سهیم بود.
او در قهرمانی زیر ۲۱ سال اروپا ۲۰۲۵ نیز حضور داشت و در نخستین بازی مرحله گروهی، گل نخست تیم انگلستان را روی سانتر تینو لیورامنتو در پیروزی ۳–۱ مقابل جمهوری چک به ثمر رساند. او سپس در فینال نیز بازی کرد و گل پیروزی‌بخش تیم را در دقیقهٔ ۹۲ وقت اضافه مقابل آلمان به ثمر رساند؛ گلی که با ضربهٔ پای او از روی سانتر تایلر مورترن وارد گوشهٔ پایین سمت چپ دروازه شد.